# みんなの常識力テレビ
みんなの常識力テレビ（みんなのじょうしきりょくテレビ）は、2008年3月6日に任天堂から発売されたWii専用ゲームソフト。

## 概要
テレビの前で様々なジャンルの常識力をクイズ形式で鍛えられるソフト。ニンテンドーWi-Fiコネクション対応である。